# Hramy
Hramy (biał. Грамы, ros. Громы) – postojowa stacja kolejowa i lokomotywownia w miejscowości Połock, w rejonie połockim, w obwodzie witebskim, na Białorusi. Położona jest na linii Newel - Połock.
Stacja powstała pod koniec pierwszej dekady XX w. i początkowo nosiła nazwę Dworzec Nikołajewski (ros. Николаевский вокзал). Obsługiwał on ruch na linii bołogojsko-siedleckiej.